# Lepidonotus
Lepidonotus är ett släkte av ringmaskar som beskrevs av Leach 1816, emend. Malmgren, 1865. Lepidonotus ingår i familjen Polynoidae.

## Bildgalleri

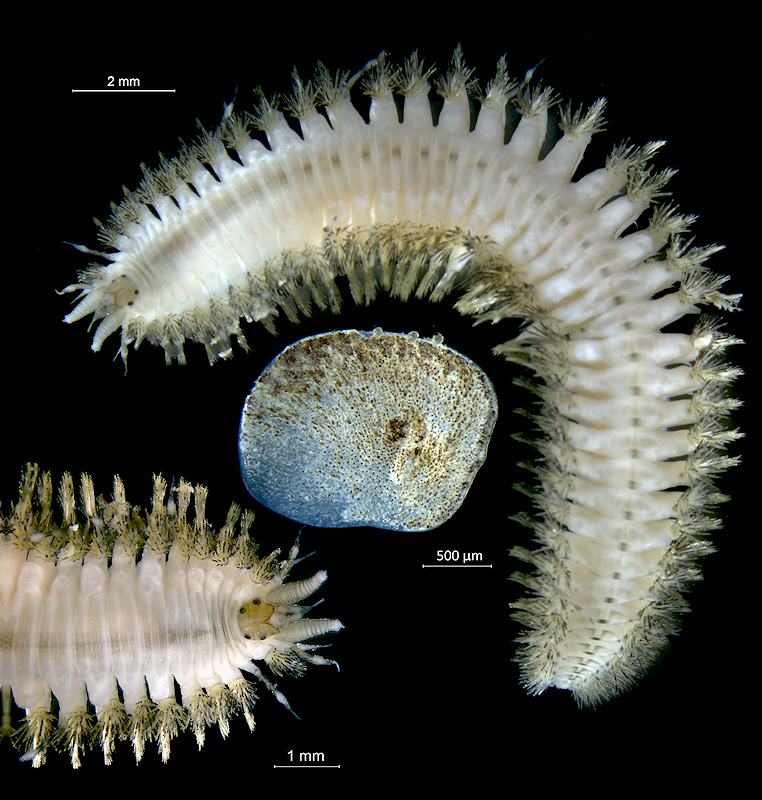
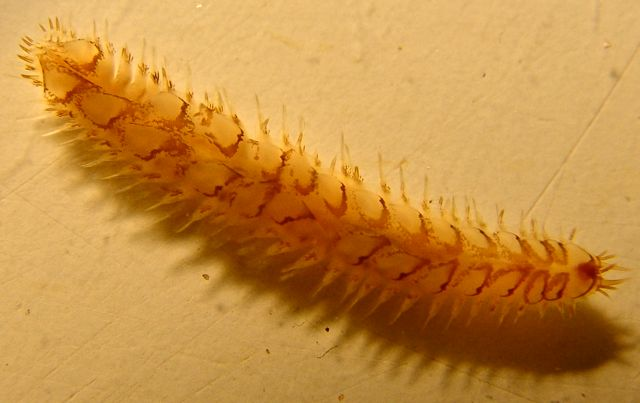

## Dottertaxa tillLepidonotus, i alfabetisk ordning[1][2]
- Lepidonotus adspersus
- Lepidonotus aeololepis
- Lepidonotus albopustulatus
- Lepidonotus ambigua
- Lepidonotus angustus
- Lepidonotus antillarum
- Lepidonotus arenosus
- Lepidonotus austera
- Lepidonotus australiensis
- Lepidonotus australis
- Lepidonotus banksi
- Lepidonotus bicornis
- Lepidonotus bowerbanki
- Lepidonotus brasiliensis
- Lepidonotus braziliensis
- Lepidonotus brevicornis
- Lepidonotus brunneus
- Lepidonotus caelorus
- Lepidonotus caeruleus
- Lepidonotus carinulatus
- Lepidonotus cirratus
- Lepidonotus citrifrons
- Lepidonotus clava
- Lepidonotus cristatus
- Lepidonotus crosslandi
- Lepidonotus cryptocephalus
- Lepidonotus dentatus
- Lepidonotus durbanensis
- Lepidonotus elongatus
- Lepidonotus fiordlandica
- Lepidonotus furcillatus
- Lepidonotus fusicirrus
- Lepidonotus giganteus
- Lepidonotus glaber
- Lepidonotus glaucus
- Lepidonotus hainanicus
- Lepidonotus havaicus
- Lepidonotus hedleyi
- Lepidonotus helotypus
- Lepidonotus hermenioides
- Lepidonotus heterosetosus
- Lepidonotus hupferi
- Lepidonotus impatiens
- Lepidonotus jacksoni
- Lepidonotus javanicus
- Lepidonotus lacteus
- Lepidonotus leius
- Lepidonotus lissolepis
- Lepidonotus magnatuberculata
- Lepidonotus malayanus
- Lepidonotus margaritaceus
- Lepidonotus melanogrammus
- Lepidonotus nesophilus
- Lepidonotus oculatus
- Lepidonotus onisciformis
- Lepidonotus panamensis
- Lepidonotus pellucidus
- Lepidonotus permixturus
- Lepidonotus polychromus
- Lepidonotus purpureus
- Lepidonotus pustulatus
- Lepidonotus rossii
- Lepidonotus ruber
- Lepidonotus sagamianus
- Lepidonotus salvati
- Lepidonotus savignyi
- Lepidonotus scanlandi
- Lepidonotus scoticensis
- Lepidonotus semisculptus
- Lepidonotus semitectus
- Lepidonotus setosior
- Lepidonotus simplicipes
- Lepidonotus spiculus
- Lepidonotus spinosus
- Lepidonotus squamatus
- Lepidonotus stellatus
- Lepidonotus stephensoni
- Lepidonotus sublevis
- Lepidonotus suluensis
- Lepidonotus tenuisetosus
- Lepidonotus tomentosus
- Lepidonotus torresiensis
- Lepidonotus wahlbergi
- Lepidonotus vandersandei
- Lepidonotus variabilis
- Lepidonotus willeyi
- Lepidonotus yorkianus